# Volodymyr Soroka
Vladimir Soroka (rusky: Владимир Сорока) nebo Volodymyr Soroka (ukrajinsky: Володимир Сорока), (* 25. prosinec 1982 Kyjev, Sovětský svaz) je reprezentant Ukrajiny v judu.

## Sportovní kariéra
V reprezentaci nahradil Henadije Bilodida, který se po olympijských hrách v Pekingu v roce 2008 rozloučil s bohatou karierou. Znamenalo to přejít z pololehká váhové kategorie (−66 kg) do lehké (−73 kg). Tato změna se ukázala být pozitivní. Hned v roce 2009 získal na mistrovství Evropy zlatou medaili. Na rozdíl od svého předchůdce Bilodida ho nezdobí jen pěkné strhy, ale především výborné aši-waza (o-uči gari nebo sasae-curikomi aši).
V roce 2012 se bez větších potíží kvalifikoval na olympijské hry v Londýně. Doplatil však na slabší přípravu ukrajinského týmu. V prvním kole měl za soupeře Portugalce Pinu a minutu před koncem s ním prohrával na dve šida (juko). Jako jediný z celého ukrajinského týmu v Londýně však dokázal najít v sobě dost díly na zvrat. 40s před koncem Portugalce hodil technikou sasae na wazari a tento náskok udržel až do konce. Ve druhém kole se utkal s Mongolem Ňam-Očirem. Vyrovnáný, nervózní zápas zápas rozhodl minutu před koncem rozhodčí. Soroka se mu zdál pasivnější a aby zápas v poslední minutě oživil zvolil jeho k druhému napomenutí (pasivita). Tím dostal Mongola do výhody a ten již náskok nepustil.

## Výsledky
| Turnaj             | 2004 | 2005 | 2006 | 2007 | 2008 | 2009 | 2010 | 2011 | 2012 | 2013 |
| ------------------ | ---- | ---- | ---- | ---- | ---- | ---- | ---- | ---- | ---- | ---- |
| Olympijské hry     | dns  | -    | -    | -    | dns  | -    | -    | -    | úč.  | -    |
| Mistrovství světa  | -    | dns  | -    | úč.  | -    | úč.  | úč.  | úč.  | -    | úč.  |
| Mistrovství Evropy | dns  | dns  | dns  | dns  | dns  | 1.   | úč.  | úč.  | 2.   | úč.  |
| ME do 23 let       | 7.   | -    | -    | -    | -    | -    | -    | -    | -    | -    |